# Yodobashi-ku (Tokio)
Yodobashi (jap. 淀橋区, -ku) war ein Stadtbezirk der Stadt Tokio (Tōkyō-shi) in der alten Präfektur Tokio (Tōkyō-fu).
Er entstand 1932 bei der Vergrößerung des Tokioter Stadtgebiets und vereinigte die bisherigen Gemeinden Yodobashi, Ōkubo, Totsuka und Ochiai. Nach der Auflösung der Stadt Tokio 1943 war Yodobashi ein präfekturunmittelbarer Bezirk der neuen Präfektur Tokio (Tōkyō-to) und unterstand somit der vom Innenministerium eingesetzten Präfekturverwaltung. Mit der Neuordnung der Tokioter Verwaltung nach dem Ende des Pazifikkriegs wurde Yodobashi 1947 mit Ushigome und Yotsuya zu Shinjuku vereinigt.
Koordinaten: 35° 42′ N, 139° 42′ O